# نيلسون هنريكس
نيلسون هنريكس هو راكب الكنو أنغولي، ولد في 2 أكتوبر 1986 في لواندا في أنغولا.

## وصلات خارجية
- نيلسون هنريكس على موقع اللجنة الأولمبية الدولية (الإنجليزية)
- نيلسون هنريكس على موقع أوليمبيديا (الإنجليزية)